# Carpo (mitologia)
Carpo (em grego clássico: Καρπός; romaniz.: carpus – trad.: “fruto”; em latim: Carpus), na mitologia grega, é um jovem renomado por sua beleza. Ele é o filho de Zéfiro (o vento oeste) e Clóris (primavera, ou nova vegetação), formando uma metáfora natural - o vento oeste anuncia o florescer da primavera, que então traz frutos.
Carpo (ou Xarpo) pode também se referir a uma horae ou Cárite, deusa dos frutos da terra. Ela é a filha de Têmis e Zeus, em alguns aspectos o equivalente feminino de Karpos; ela dominava o outono, o amadurecimento e a colheita.